# I Like Bike
I Like Bike je magazín televize Prima Cool, který je zaměřen na svět motocyklů, jejich různých typů a stylů. Je to třetí původní pořad stanice Prima Cool. Pořad se začal vysílat na začátku letní sezóny. Moderují ho dvě loutky jménem Harry a Speedy. Je vysílán v pátek po 23. hodině.